# Taraxacum haemanthum
Taraxacum haemanthum là một loài thực vật có hoa trong họ Cúc. Loài này được Kirschner & Štěpánek miêu tả khoa học đầu tiên năm 1993.